# إبراهيم مصطفى (رياضي)
إبراهيم مصطفى من مواليد 20 أبريل 1904 بمحافظة الإسكندرية مصارع مصري قديم وأول مصري وعربى يفوز بميدالية ذهبية أوليمبية في المصارعة وقد تولى تدريب منتخب مصر القومي للمصارعة.
توفى في 9 أكتوبر 1968 وهو يقود منتخب مصر القومي للمصارعة في دورة الألعاب الأوليمبية بالمكسيك.